# Korczakowa Góra
Korczakowa Góra (ok. 534 m n.p.m.) – wzniesienie w Grupie Żurawnicy, która w regionalizacji fizycznogeograficznej Polski według Jerzego Kondrackiego zaliczana jest do Beskidu Małego, w nowszej regionalizacji z 2018 roku do Pasm Pewelsko-Krzeszowskich.
Nazwa Korczakowa Góra jest używana przez miejscową ludność i pochodzi od należącego do Suchej Beskidzkiej przysiółka Korczaki. Nie jest szczytem, lecz tylko załamaniem grani. Znajduje się na południowo-wschodnim grzbiecie Żurawnicy, opadającym do doliny Stryszawki. Orograficznie lewe zbocza Korczakowej Góryopadają do potoku Błądzonka, prawe do Potoku Gałuszkowego, obydwa są dopływami Stryszawki.
Korczakowa Góra dawniej była znacznie bardziej bezleśna niż obecnie, na mapach zaznaczone są na niej duże polany, z których wiele już zarosło lasem.

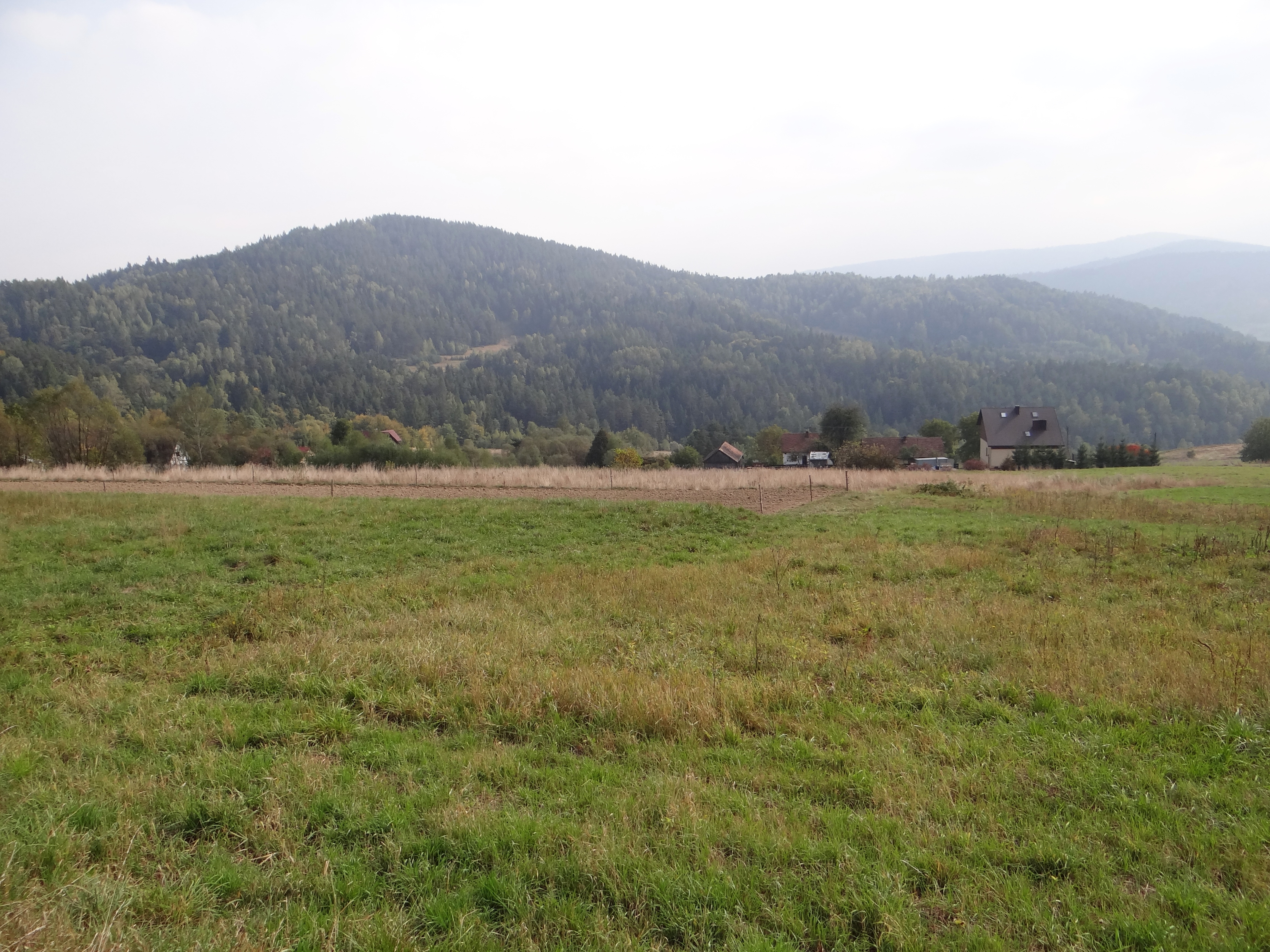
Widok na Lipską Gorę i Korczakową od północnego zachodu